# Гусельников Олександр Георгійович
Гусельников Олександр Георгійович — радянський і російський сценарист.

## Біографічні відомості
Народився 1947 р. 
Закінчив сценарний факультет Всесоюзного державного інституту кінематографії.

## Фільмографія
Автор сценаріїв фільмів:
- «Вітрила» (1977, у співавт. з В. Лобановим)
- «Важка вода» (1979, к/ст. ім. Довженка)
- «Яблуко на долоні» (1981, к/ст. ім. Довженка)
- «Одиниця „з обманом“» (1984, за мотивами повісті В. Нестайка; к/ст. ім. Довженка)
- «Капітан „Пілігрима“» (1986, за мотивами роману Ж. Верна «П'ятнадцятирічний капітан»; к/ст. ім. Довженка)
- «Опера-1. Хроніки вбивчого відділу» (2004, у співавт.)
- «Опера-2. Хроніки вбивчого відділу» (2006, у співавт.)
- «Опера-3. Хроніки вбивчого відділу» (2007, у співавт.)